# RTL Három
RTL Három es un canal de televisión privado de Hungría, perteneciente a RTL Magyarország. Se trata de un canal dedicado al cine.

## Historia
El lanzamiento del canal fue anunciado en agosto de 2007 por su entonces propietario, IKO Media Group, cuando el 18 de septiembre de 2007 obtuvieron una licencia para lanzar un nuevo canal. En un primer momento, el canal se lanzaría en noviembre de 2007. Sin embargo, el canal iniciaría emisiones el 2 de abril de 2008 como Poén!, emitiendo programas de humor ya emitidos en RTL, así como películas y series de comedia. El canal fue lanzado por IKO Kábeltévé Kft. y estaba legalmente bajo la supervisión de la autoridad de medios rumana, como los otros canales de la compañía.
El 20 de diciembre del 2010 el canal cambió de nombre a Prizma.
El 28 de julio de 2011, el canal fue adquirido por RTL Group junto con otros seis canales pertenecientes a IKO Media Group.
El 27 de febrero de 2014 se anunció el cambio de nombre de Prizma. El motivo del cambio fue que el RTL Group quería expandir y fortalecer la marca RTL, así como expresar a qué familia de canales pertenecía. El canal adoptó el nombre RTL+ el 1 de mayo de 2014.
Desde 2021 hasta 2027, RTL+ emite los partidos de la Liga Europa de la UEFA y de la Liga Conferencia de la UEFA. Anteriormente, los partidos eran emitidos por RTL II.
El 2 de septiembre de 2022, la compañía anunció el cambio de nombre y diseño del canal. Desde el 28 de octubre de 2022, RTL+ emite con su imagen corporativa del canal y cambió su nombre a RTL Három.
En 2024 RTL adquirió los derechos de la Liga de Campeones de la UEFA, que se emiten en RTL Három hasta 2027.

## Imagen corporativa

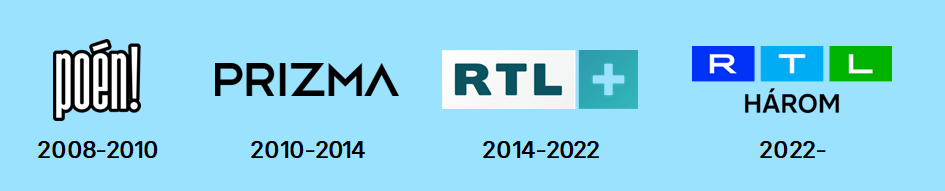
Evolución de la imagen corporativa del canal